# Immanuel Broser
Immanuel Joachim Broser (* 11. März 1924 in Schaulen; † 15. Februar 2013) war ein deutscher Physiker.

## Leben
Während des Zweiten Weltkriegs studierte Immanuel Broser von 1941 bis 1945 an der Technischen Hochschule Charlottenburg Physik. Nach Beendigung seines Studiums arbeitete er ab Juni 1945 als Doktorand am Kaiser-Wilhelm-Institut für Physik, wo er unter Hartmut Kallmann an der Entwicklung des ersten Szintillationszählers beteiligt war. 1948 wurde Broser promoviert und trat eine Stelle am Fritz-Haber-Institut der Max-Planck-Gesellschaft in Dahlem an. 1956 habilitierte er sich. 1964 kehrte er an die TU Berlin zurück, zunächst als außerordentlicher, ab 1966 dann als ordentlicher Professor am 3. Physikalischen Institut. Von 1974 bis 1992, dem Jahr seiner Emeritierung, wirkte er als Professor am Institut für Festkörperphysik. In den 1960er-Jahren hatte er einen Ruf an die Philipps-Universität Marburg abgelehnt.

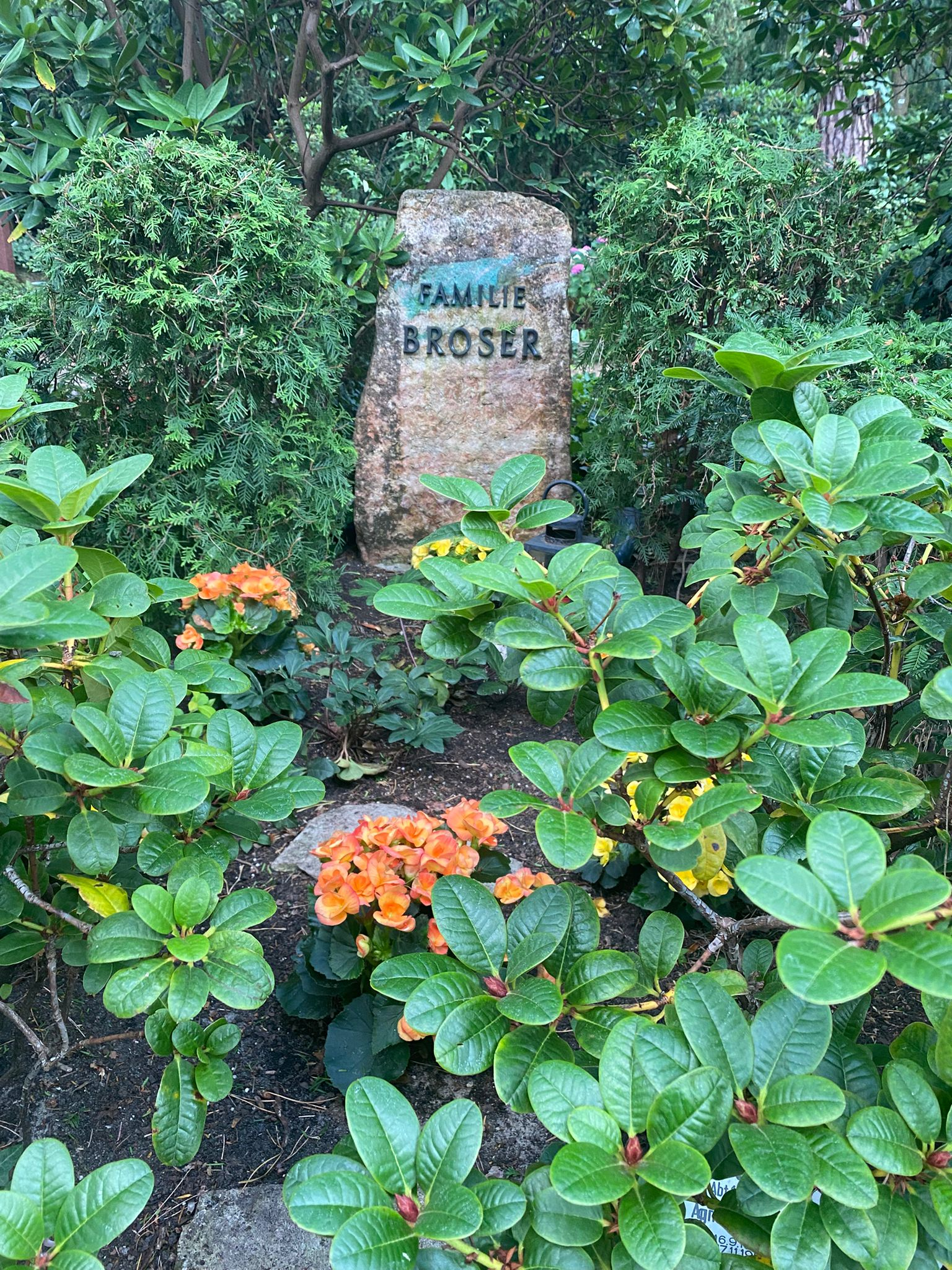
Grabstätte auf dem Waldfriedhof Dahlem

Neben seinen Lehr- und Forschungstätigkeiten, unter anderem auf den Gebieten der Exzitonen und II-VI-Verbindungshalbleiter, hatte Broser zahlreiche Verwaltungstätigkeiten inne. So war er in den 1960er-Jahren Dekan der Fakultät für Allgemeine Ingenieurwissenschaften, Direktor des 3. Physikalischen Instituts, geschäftsführender Direktor am Institut für Festkörperphysik und Vorsitzender des Haushaltsausschusses der TU Berlin. Gemeinsam mit Gottfried Landwehr oblag ihm die Organisation der International Conference on the Physics of Semiconductors, die 1996 in Berlin stattfand. Nach seiner Emeritierung wirkte er als Aufsichtsratsvorsitzender des Instituts für Halbleiterphysik in Frankfurt (Oder). Broser war ferner seit 1966 bis zu seinem Tod auswärtiges Mitglied des Fritz-Haber-Instituts der Max-Planck-Gesellschaft und Kurator an der Physikalisch-Technischen Bundesanstalt.
Broser war um wissenschaftliche Zusammenarbeit mit anderen Universitäten, insbesondere in der Sowjetunion, bemüht. 1991 erhielt er für seine Bemühungen die Ehrendoktorwürde der Universität Lund, 2001 die der Universität Bremen.
Seit 1951 war Immanuel Broser mit Ruth geb. Warminski verheiratet, mit der er zahlreiche Forschungsergebnisse publiziert hat. Er verstarb im Alter von 88 Jahren und wurde auf dem Waldfriedhof Dahlem beigesetzt.

## Veröffentlichungen (Auswahl)
- 1948: Über die Abregung von Leuchtstoffen durch a-Teilchen (Dissertation)
- 1952: Über die mit Phosphoreszenz verknüpfte elektrische Leitfähigkeit von Cadmiumsulfid-Kristallen (mit Ruth Warminsky), erschienen in Zeitschrift für Physik, A: Hadrons and Nuclei)
- 1953: Über den Einfluß der durch Druckzerstörung erzeugten Gitterfehlstellen auf die Lumineszenz von ZnS-Phosphoren (mit Werner Reichardt, erschienen in Zeitschrift für Physik, A: Hadrons and Nuclei)
- 1956: Die optischen und elektrischen Eigenschaften der Kristallphosphore (Habilitation)
- 2006: Über die Streuung und Absorption des Lumineszenzlichtes in polykristallinen Leuchtstoffschichten bei Anregung mit energiereichen Quanten‐ und Korpuskularstrahlen (erschienen in Annalen der Physik, Band 440
- 2006: Zur Theorie der Lumineszenz und der elektrischen Leitfähigkeit von Kadmiumsulfidkristallen (mit Ruth Warminski, erschienen in Annalen der Physik, Band 442)